# Wilhelm Ritterbach (Maler, 1884)
Wilhelm Ritterbach (* 14. Juni 1884 in Hoisten, Neuss; † 3. Januar 1952 in Bensberg) war ein deutscher Kunstmaler. 

## Leben
Über seine Biographie sind bislang nur wenige Daten bekannt. 
Schrieb (vermutlich) für seinen Vornamen nur den Anfangsbuchstaben „W.“, um nicht mit seinem Künstlerkollegen und Zeitgenossen Wilhelm Ritterbach (1878–1940) aus Neheim-Hüsten verwechselt zu werden. Über sein Leben ist bisher nur bekannt, dass er ein Atelier in Quedlinburg hatte und vor Ort mit der Glasmalerei Ferd. Müller zusammenarbeitete.
Bei dieser Zusammenarbeit entstanden Fenster für den Magdeburger Dom (1946/47), die Erlöserkirche in Berlin-Lichtenberg (1948), die Kirche Sankt Martin in Ahornberg (1940/43) und die Dorfkirche Sankt Anna in Bödexen (heute Stadtteil von Höxter) (1944), St. Gertraud, Magdeburg-Salbke, Kirche der unbefleckten Empfängnis der Seligen Jungfrau Maria (polnisch Kościół Niepokalanego Poczęcia Najświętszej Marii Panny), Katowice (1943). Signiert sind nur die Fenster in Magdeburg und Bödexen.